# Swindon (Gloucestershire)
Swindon – wieś i civil parish w Anglii, w Gloucestershire, w dystrykcie Cheltenham. W 2011 roku civil parish liczyła 1778 mieszkańców. Swindon jest wspomniana w Domesday Book (1086) jako Suindone.